# Groupe PSA
Groupe PSA (voorheen PSA Peugeot Citroën), afgekort PSA, was een Franse autogroep die de automerken Peugeot, Citroën, Opel, Vauxhall en DS Automobiles omvatte. In 2019 produceerde PSA zo'n 3,5 miljoen voertuigen en behaalde het een omzet van 75 miljard euro. Het telde in 2018 circa 211.000 werknemers. De familie Peugeot bezat 14% van de aandelen en zo'n 25% van de stemrechten. Het bedrijf gebruikte de naam "PSA Peugeot Citroën" als aanduiding voor de beursgenoteerde holdingmaatschappij Peugeot S.A. en de dochterondernemingen daarvan. Op 1 augustus 2017 werd de overname van de GM-merken (het Duitse Opel en Britse Vauxhall) afgerond.
Per januari 2021 is PSA gefuseerd met FCA en opgegaan in Stellantis.

## Geschiedenis
PSA staat voor Peugeot Société Anonyme en werd in 1965 gevormd, toen de voormalige Société des Automobiles Peugeot werd omgevormd van autoproductiebedrijf tot holdingmaatschappij. In 1974 kocht PSA 30% van de aandelen van Citroën. In 1976 werd Citroën volledig overgenomen door PSA.
In 1979 nam PSA voor het symbolische bedrag van US$ 1 de activiteiten en de schulden van Chrysler Europe over en kreeg daarmee de autofabrieken van het Franse Simca en de voormalige Britse Rootes-groep in handen. Tevens verkreeg PSA hiermee een aandeel in de fabrikant Matra Automobiles, dit aandeel werd in 1983 verkocht aan Renault. In 1979/1980 werd Simca omgedoopt tot Talbot. Vervolgens verdween de merknaam Talbot in 1986. Alleen in het Verenigd Koninkrijk werd de bestelwagen Talbot Express (technisch gelijk aan de Peugeot J5) nog tot 1992 verkocht.
In 1998 werd besloten om de autoproductie binnen PSA volledig te reorganiseren. Vrijwel alle fabrieken werden ondergebracht in de nieuwe dochtermaatschappij "Peugeot Citroën Automobiles S.A.". De voormalige autofabrikanten "Automobiles Peugeot SA" en "Automobiles Citroën SA" veranderden in verkooporganisaties.
In 2011 halveerde de winst en in 2012 maakte het bedrijf het grootste verlies in zijn geschiedenis bekend. PSA leed in het tweede halfjaar van 2012 een nettoverlies van € 5 miljard inclusief een afschrijving van activa ten bedrage van € 4 miljard. De onderneming maakt veel stadsauto's en kleine middenklassers waar het veel concurrentie treft uit landen met lage lonen. De strategie moest om: er werd in de kosten gesneden om de financiële positie te verbeteren, niet essentiële bedrijfsonderdelen werden verkocht en nieuwe aandelen werden uitgeven om de schuldenlast te reduceren.
In februari 2013 maakten General Motors (GM) en Peugeot een samenwerkingsovereenkomst bekend. De bedrijven gaan wereldwijd samenwerken om tot 2016 US$ 2 miljard aan kosten te besparen. Zowel Peugeot als Opel kampen met verliezen en hopen deze weg te werken door meer schaalgrootte. GM neemt ook een aandelenbelang van 7% in Peugeot, maar Peugeot neemt geen belang in GM. Nog geen twee jaar later verkoopt GM de aandelen voor € 250 miljoen. De samenwerking blijft bestaan, al zijn de verwachtingen verlaagd. Terwijl gehoopt werd dat de jaarlijkse kosten in 2016 met US$ 2 miljard verlaagd zouden zijn, wordt voor 2018 gemikt op zo’n US$ 1,2 miljard dollar. GM kocht het belang om Peugeot aan nieuw kapitaal te helpen, maar volgens GM is die steun niet langer nodig. Na deze bekendmaking daalde de beurskoers van PSA met 12%.
Begin 2014 werd bekend dat de Chinese automobielfabrikant Dongfeng Motor Corporation en de Franse staat bereid zijn om voor € 800 miljoen aan nieuwe aandelen te kopen. Na deze financiële injectie zijn er drie belangrijke aandeelhouders, de familie Peugeot, Dongfeng Motor en de Franse staat elk met een aandelenbelang van 14%. De familie heeft nog wel meer stemrecht dan de andere twee grootaandeelhouders.

### Overname Opel/Vauxhall
Op 6 maart 2017 werd bekend dat PSA Peugeot Citroën voor 2,2 miljard euro Opel en Vauxhall overneemt. Het Franse autoconcern had een overeenkomst bereikt met het moederbedrijf General Motors. PSA berekende de jaarlijkse synergievoordelen in 2026 op € 1,7 miljard, waarvan het merendeel al in 2020 moest zijn gerealiseerd. De overname had eerder geleid tot grote zorgen in Duitsland en het Verenigd Koninkrijk over mogelijk banenverlies, maar PSA had garanties gegeven voor behoud van werkgelegenheid en fabrieken. De omvang van PSA, gemeten naar omzet en voertuigenproductie, nam met een derde toe wanneer de overname een feit was. In 2016 waren de marktaandelen van de verschillende merken: Opel/Vauxhall 6,7%, Peugeot 5,8%, Citroën 3,6% en DS 0,4%. Het gezamenlijk marktaandeel op de Europese automarkt kwam hiermee op 16,5%, waarmee PSA na Volkswagen AG (23,9%) de grootste autoverkoper in Europa zou worden. In juli 2017 gaf de Europese Commissie (EC), na onderzoek van de nationale en Europese markten, PSA onvoorwaardelijk toestemming om Opel over te nemen. Het marktaandeel van de twee bedrijven samen bleef volgens de EC relatief klein, alleen in Estland en Portugal kwamen ze op 40% voor kleine commerciële voertuigen. Op 1 augustus 2017 was de overname volledig afgerond.

### Fusie met FCA
Op 31 oktober 2019 maakten Fiat Chrysler Automobiles (FCA) en PSA bekend plannen te hebben voor een fusie. Beide autoproducenten kregen 50% van de aandelen in het nieuwe bedrijf waarvan het hoofdkantoor in Nederland komt. Carlos Tavares werd bestuursvoorzitter van het fusiebedrijf en John Elkann van FCA voorzitter. Door de fusie ontstond het vierde autobedrijf ter wereld, met een totale verkoop van 8,7 miljoen voertuigen en een jaaromzet van zo'n € 170 miljard. De twee verwachtten in de komende vier jaar een kleine € 4 miljard aan kosten te kunnen besparen. Daarbij werd niet uitgegaan van het sluiten van fabrieken, maar banenverlies in Europa viel wel te verwachten. Ze hebben ook het plan hun belang in Faurecia te verkopen, omzet in 2019 zo'n € 18 miljard, en de opbrengst als een speciaal dividend uit te keren aan de aandeelhouders. Eind 2020 gaf de Europese Commissie haar goedkeuring aan de fusie. Op 4 januari 2021 werd de fusie ook goedgekeurd door de aandeelhouders, waardoor de fusie definitief was. De nieuwe fusieonderneming heette Stellantis en het hoofdkantoor waren in Nederland gevestigd. Per 16 januari 2021 was de fusie ook formeel een feit.

## Activiteiten
PSA realiseerde in 2020 een jaaromzet van € 61 miljard. Zo'n driekwart van de omzet werd gerealiseerd met de verkoop van nieuwe automobielen en het rest was afkomstig van de onderdelenfabrikant Faurecia. De autoverkopen in 2020 was 28% lager dan in 2019, een gevolg van de coronapandemie. Er werden 2,5 miljoen voertuigen verkocht, waarvan 80% in Europa. In aantallen werden 1,1 miljoen Peugeot-voertuigen verkocht, 0,7 miljoen exemplaren van Citroën, 43.000 DS Automobiles en 0,6 miljoen stuks van Opel/Vauxhall.

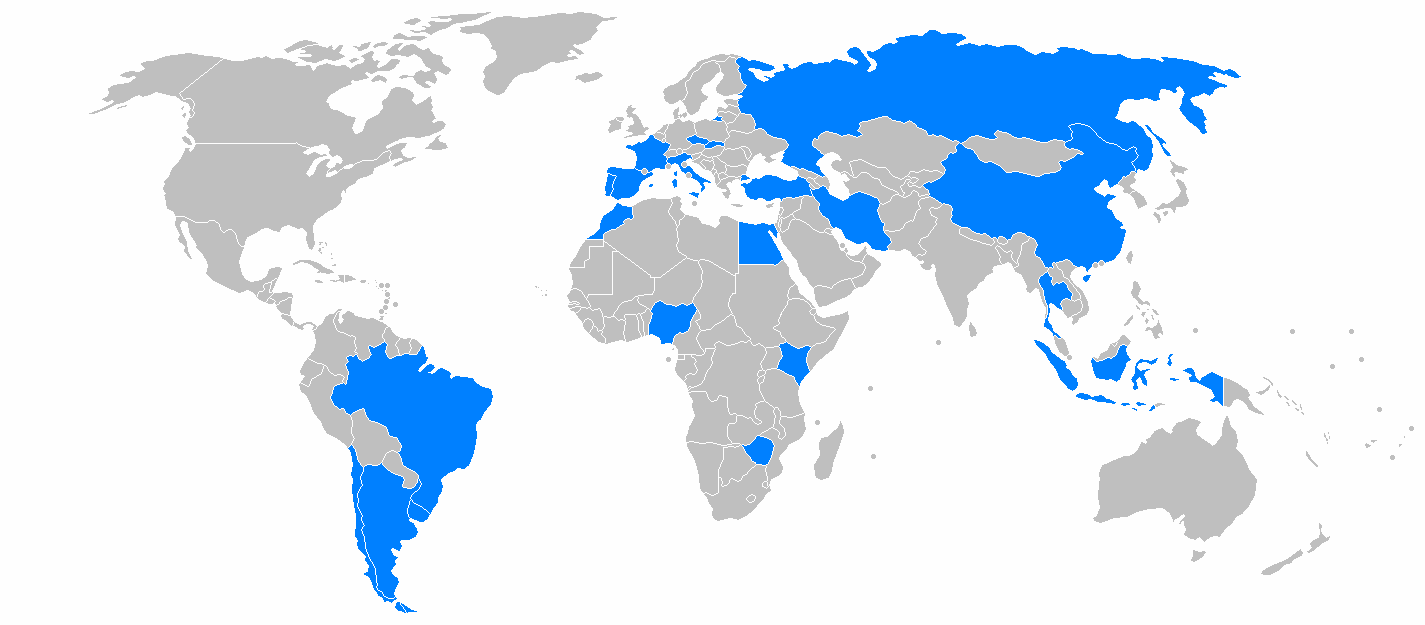
Landen met PSA-productielocaties

PSA heeft fabrieken in vele landen, maar Frankrijk en Volksrepubliek China zijn de belangrijkste productiecentra. De belangrijkste productielocaties van PSA in Frankrijk zijn Aulnay-sous-Bois (ex-Citroën), Mulhouse (ex-Peugeot), Poissy (ex-Simca/Talbot), Rennes (ex-Citroën) en Sochaux (ex-Peugeot).

### Resultaten
| Jaar | Autoverkopen (×1000) | Omzet  | Bedrijfs- resultaat | Netto- resultaat | Aantal werknemers (×1000) |
| ---- | -------------------- | ------ | ------------------- | ---------------- | ------------------------- |
| 2011 | -                    | 55.912 | 898                 | 784              | -                         |
| 2012 | 2820                 | 55.446 | -4698               | -4925            | 204                       |
| 2013 | 2819                 | 54.090 | -1346               | -2218            | 197                       |
| 2014 | 2939                 | 53.607 | 223                 | -555             | 190                       |
| 2015 | 2973                 | 54.676 | 1976                | 1202             | 182                       |
| 2016 | 3146                 | 54.030 | 2611                | 2149             | 172                       |
| 2017 | 3632                 | 65.210 | 3087                | 2358             | -                         |
| 2018 | 3878                 | 74.027 | 4400                | 3295             | 211                       |
| 2019 | 3479                 | 74.731 | 4668                | 3584             | -                         |
| 2020 | 2512                 | 60.734 | 3054                | 2022             | -                         |

### Samenwerkingsverbanden
- Sevel Nord (50% FIAT) te Valenciennes (F), fabricage van de Peugeot 807, Citroën C8, Fiat Ulysse en Lancia Phedra en van de Peugeot Partner, Citroën Jumpy en Fiat Scudo.
- Sevel Sud (50% FIAT) te Val di Sangro (I), fabricage van de Peugeot Boxer, Citroën Jumper en Fiat Ducato.
- TPCA (50% Toyota) te Kolín (Tsjechië), fabricage van de Peugeot 107 / 108, Citroën C1 en Toyota Aygo.
- Dongfeng Peugeot-Citroën Automobile (DPCA) (50% Dongfeng) te Wuhan (China). In 1992 kwam de joint venture tot stand. De huidige activiteiten zijn productie en verkoop van auto's in China en ook verkopen in de ASEAN landen. DPCA behaalde in 2019 een omzet van € 1,8 miljard, maar in 2017 was dit nog € 5,4 miljard. In deze drie jaren zijn de autoverkopen fors gedaald en zijn de verliezen fors opgelopen.

### Overige activiteiten
Buiten de automobieldivisie bestaat PSA uit:
- Gefco, transport en logistiek
- Peugeot Motocycles, brom- en motorscooters
- Banque PSA Finance, financiële dienstverlener
- Faurecia (70% PSA), auto-onderdelen

Verder is PSA grootaandeelhouder van de Franse Ligue 1-voetbalclub FC Sochaux-Montbéliard.

## Milieubeleid
Als onderdeel van haar inzet voor duurzaamheid en circulaire economie nam de PSA-groep in 2020 B-Parts over, een platform dat gespecialiseerd is in de verkoop van gebruikte auto-onderdelen. Deze overname maakt deel uit van de "3R"-strategie van de groep (repareren, hergebruiken en herbouwen) en is gericht op het versterken van de inspanningen op het gebied van milieuvriendelijkheid.

## Merken
- Citroën
- DS Automobiles
- Peugeot
- Simca
- Talbot
- Talbot-Lago
- Berliet
- Panhard
- Mors
- Opel
- Vauxhall